# Ceapaievka, Dîkanka
Ceapaievka (în ucraineană Чапаєвка) este localitatea de reședință a comunei Ceapaievka din raionul Dîkanka, regiunea Poltava, Ucraina.

## Demografie
Componența lingvistică a localității Ceapaievka
     Ucraineană (98,15%)
     Rusă (1,38%)
     Alte limbi (0,46%)
Conform recensământului din 2001, majoritatea populației localității Ceapaievka era vorbitoare de ucraineană (98,15%), existând în minoritate și vorbitori de rusă (1,38%).